# 7581 Yudovich
7581 Yudovich eller 1990 VY13 är en asteroid i huvudbältet som upptäcktes den 14 november 1990 av den rysk-sovjetiska astronomen Ljudmila Karatjkina vid Krims astrofysiska observatorium på Krim. Den är uppkallad efter den ryske professorn Viktor Judovitj.